# Tina Künstner-Mantl
Tina Künstner-Mantl (* 10. Juli 1969) ist eine österreichische Westernreiterin, die bei den Weltreiterspielen 2014  im Reining mit der österreichischen Equipe die Bronzemedaille gewann.

## Werdegang
Sie trainiert mit dem kanadischen Westernreiter Cody Sapergia. 
Bei den Weltreiterspielen 2006 in Aachen erreichte sie auf Heza Sure Whiz zusammen mit Rudi Kronsteiner, Dennis Schulz und Markus Morawitz mit der österreichischen Equipe Rang 9.
2014 erreichte sie bei den Weltreiterspielen in der Normandie im Reining mit dem Fuchswallach Cashn Rooster im Einzel Rang 23 und zusammen mit ihren Kollegen Martin Mühlstätter, Rudi Kronsteiner und Markus Morawitz in der österreichischen Equipe die Bronzemedaille.
Ihr Palomino Nu Chexomatic wurde im Jahr 2014 auch von Cody Sapergia vorgestellt. Mit Nu Chexomatic wurde sie 2015 im Einzelwettbewerb im Reining bei der FEI Europameisterschaften in Aachen auf Rang 12 platziert.
Sie ist verheiratet mit Klaus Mantl. Das Paar hat einen Sohn und betreibt einen Reit-, Ausbildungs-, Turnier-, Zucht- und Verkaufsstall mit anliegendem Wellness Hotel im österreichischen Lermoos in Tirol.

## Pferde
- Cashn Rooster (* 2008), Fuchswallach, Vater: Gallo Del Cielo, Muttervater: Boomernic[1]
- Heza Sure Whiz (* 2000), Brauner Hengst, Vater: Topsail Whiz, Muttervater:  Catalyst Too[1]
- Nu Chexomatic (* 2007), Palomino, Vater: Nu Chex To Cash, Mutter: Tejons Texie Lena, die über Doc O'Lena von der AQHA Hall of Fame-Stute Poco Lena abstammt, Muttervater: Tejons Peppy Doc, über seine [4]